# John Heneage Jesse
John Heneage Jesse (15. března 1815 West Bromwich, Staffordshire – 7. července 1874 Londýn) byl anglický historik.
Byl synem britského přírodovědce Edwarda Jesseho. Studoval v Etonu a následně se stal úředníkem v administrativním oddělení. Byl autorem mnohých historických monografií a studií. Za jeho nejdůležitější práci je považováno dílo Memoirs of the life and Reign of George the Third (1867), ve kterém vyslovuje názor, že anglický král Jiří III. byl sezdán s Hannah Lightfootovou, což bylo následně důvodem četných polemik.

## Biografie
- Memoirs of the Court of England during the Reign of the Stuarts (1840)
- Memoirs of the Court of England from the Revolution of 1688 to the Death of George II (1843)
- George Selwyn and his Contemporaries (1843, new ed. 1882)
- Memoirs of the Pretenders and their Adherents (1845)
- Literary and historical memorials of London (1847)
- Memoirs of Richard the Third (1862)
- Memoirs of the Life and Reign of King George the Third (1867)